# Pletiu de l'Obaga
El Pletiu de l'Obaga és un pletiu situat dins del terme municipal de la Vall de Boí, a la comarca de l'Alta Ribagorça, i dins la zona perifèrica del Parc Nacional d'Aigüestortes i Estany de Sant Maurici.
Es troba, entre 1.810 i 1.825 metres d'altitud, a llevant del tram final del Riuet d'Estany Negre, al sud del Pletiu de Riumalo i al nord de l'Embassament de Cavallers.

## Rutes[2]
Per la situació, és punt de pas per totes les rutes que des de la Presa de Cavallers travessen el Pletiu de Riumalo.